# Tour Down Under 2019
El Tour Down Under 2019 fou la vint-i-unena edició del Tour Down Under. La cursa es disputà entre el 15 i el 20 de gener de 2019, amb un recorregut de 857,8 km dividits en sis etapes. Aquesta fou la prova inaugural de l'UCI World Tour 2019.
El vencedor final fou el sud-africà Daryl Impey (Mitchelton-Scott). Richie Porte (Trek-Segafredo), vencedor de la darrera etapa i Wout Poels (Team Sky), foren segon i tercer respectivament.

## Equips participants
Aquests són els equips que hi prenen part. L'organització convidà un equip, per un total de 133 participants.
| WorldTeams (18)- AG2R La Mondiale - Astana - Bahrain-Merida - Bora-hansgrohe - CCC Team - Deceuninck-Quick Step - Dimension Data - EF Education First - Groupama-FDJ - Team Jumbo-Visma - Katusha-Alpecin - Lotto Soudal - Mitchelton-Scott - Movistar Team - Sky - Team Sunweb - Trek-Segafredo - UAE Team Emirates Equip nacional amb nom de patrocionador- UniSA-Australia |
| |

## Etapes
| Etapa    | Data      | Ciutats d'etapa                | type                    | Distància (km) | Vencedor de l'etapa | Líder de la general |
| -------- | --------- | ------------------------------ | ----------------------- | -------------- | ------------------- | ------------------- |
| 1a etapa | 15 de gen | North Adelaide – Port Adelaide | etapa plana             | 129            | Elia Viviani        | Elia Viviani        |
| 2a etapa | 16 de gen | Norwood – Angaston             | etapa plana             | 122,1          | Patrick Bevin       | Patrick Bevin       |
| 3a etapa | 17 de gen | Lobethal – Uraidla             | etapa accidentada       | 146,2          | Peter Sagan         | Patrick Bevin       |
| 4a etapa | 18 de gen | Unley – Athelstone             | etapa de mitja muntanya | 129,2          | Daryl Impey         | Patrick Bevin       |
| 5a etapa | 19 de gen | Glenelg – Strathalbyn          | etapa plana             | 149,5          | Jasper Philipsen    | Patrick Bevin       |
| 6a etapa | 20 de gen | McLaren Vale – Willunga Hill   | etapa de mitja muntanya | 151,5          | Richie Porte        | Daryl Impey         |

### 1a etapa
15 de gener. North Adelaide – Port Adelaide, 132,4 km
| \| Classificació de l'etapa \| Classificació de l'etapa \| Classificació de l'etapa \| Classificació de l'etapa \| Classificació de l'etapa \| \| Corredor \| Corredor \| Equip \| Temps \| \| \| ------------------------ \| ------------------------ \| ------------------------ \| ------------------------ \| ------------------------ \| \| 1r \| Elia Viviani \| Deceuninck-Quick Step \| 3h 19' 47" \| \| \| 2n \| Max Walscheid \| Team Sunweb \| + 0" \| \| \| 3r \| Jakub Mareczko \| CCC Team \| + 0" \| \| \| 4t \| Phil Bauhaus \| Bahrain-Merida \| + 0" \| \| \| 5è \| Ryan Gibbons \| Dimension Data \| + 0" \| \| \| 6è \| Jasper Philipsen \| UAE Team Emirates \| + 0" \| \| \| 7è \| Kristoffer Halvorsen \| Team Sky \| + 0" \| \| \| 8è \| Peter Sagan \| Bora-Hansgrohe \| + 0" \| \| \| 9è \| Danny van Poppel \| Team Jumbo-Visma \| + 0" \| \| \| 10è \| Daniel Hoelgaard \| Groupama-FDJ \| + 0" \| \| |                      |                       |            |
| |                      |                       |            |
| Font: ProCyclingStats |                      |                       |            |
| Classificació de l'etapa |                      |                       |            |
| Corredor | Corredor             | Equip                 | Temps      |
| 1r | Elia Viviani         | Deceuninck-Quick Step | 3h 19' 47" |
| 2n | Max Walscheid        | Team Sunweb           | + 0"       |
| 3r | Jakub Mareczko       | CCC Team              | + 0"       |
| 4t | Phil Bauhaus         | Bahrain-Merida        | + 0"       |
| 5è | Ryan Gibbons         | Dimension Data        | + 0"       |
| 6è | Jasper Philipsen     | UAE Team Emirates     | + 0"       |
| 7è | Kristoffer Halvorsen | Team Sky              | + 0"       |
| 8è | Peter Sagan          | Bora-Hansgrohe        | + 0"       |
| 9è | Danny van Poppel     | Team Jumbo-Visma      | + 0"       |
| 10è | Daniel Hoelgaard     | Groupama-FDJ          | + 0"       |

| \| Classificació general \| Classificació general \| Classificació general \| Classificació general \| Classificació general \| \| Corredor \| Corredor \| Equip \| Temps \| \| \| --------------------- \| --------------------- \| --------------------- \| --------------------- \| --------------------- \| \| 1r \| Elia Viviani \| Deceuninck-Quick Step \| 3h 19' 37" \| \| \| 2n \| Max Walscheid \| Team Sunweb \| + 4" \| \| \| 3r \| Patrick Bevin \| CCC Team \| + 5" \| \| \| 4t \| Michael Storer \| Team Sunweb \| + 5" \| \| \| 5è \| Jakub Mareczko \| CCC Team \| + 6" \| \| \| 6è \| Jason Lea \| UniSA-Australia \| + 8" \| \| \| 7è \| Phil Bauhaus \| Bahrain-Merida \| + 10" \| \| \| 8è \| Ryan Gibbons \| Dimension Data \| + 10" \| \| \| 9è \| Jasper Philipsen \| UAE Team Emirates \| + 10" \| \| \| 10è \| Kristoffer Halvorsen \| Team Sky \| + 10" \| \| |                      |                       |            |
| |                      |                       |            |
| Font: ProCyclingStats |                      |                       |            |
| Classificació general |                      |                       |            |
| Corredor | Corredor             | Equip                 | Temps      |
| 1r | Elia Viviani         | Deceuninck-Quick Step | 3h 19' 37" |
| 2n | Max Walscheid        | Team Sunweb           | + 4"       |
| 3r | Patrick Bevin        | CCC Team              | + 5"       |
| 4t | Michael Storer       | Team Sunweb           | + 5"       |
| 5è | Jakub Mareczko       | CCC Team              | + 6"       |
| 6è | Jason Lea            | UniSA-Australia       | + 8"       |
| 7è | Phil Bauhaus         | Bahrain-Merida        | + 10"      |
| 8è | Ryan Gibbons         | Dimension Data        | + 10"      |
| 9è | Jasper Philipsen     | UAE Team Emirates     | + 10"      |
| 10è | Kristoffer Halvorsen | Team Sky              | + 10"      |

### 2a etapa
16 de gener. Norwood – Angaston, 149 km
| \| Classificació de l'etapa \| Classificació de l'etapa \| Classificació de l'etapa \| Classificació de l'etapa \| Classificació de l'etapa \| \| Corredor \| Corredor \| Equip \| Temps \| \| \| ------------------------ \| ------------------------ \| ------------------------ \| ------------------------ \| ------------------------ \| \| 1r \| Patrick Bevin \| CCC Team \| 3h 14' 31" \| \| \| 2n \| Caleb Ewan \| Lotto-Soudal \| + 0" \| \| \| 3r \| Peter Sagan \| Bora-Hansgrohe \| + 0" \| \| \| 4t \| Danny van Poppel \| Team Jumbo-Visma \| + 0" \| \| \| 5è \| Jasper Philipsen \| UAE Team Emirates \| + 0" \| \| \| 6è \| Phil Bauhaus \| Bahrain-Merida \| + 0" \| \| \| 7è \| Elia Viviani \| Deceuninck-Quick Step \| + 0" \| \| \| 8è \| Luis León Sánchez Gil \| Astana \| + 0" \| \| \| 9è \| Kiel Reijnen \| Trek-Segafredo \| + 0" \| \| \| 10è \| Kristoffer Halvorsen \| Team Sky \| + 0" \| \| |                       |                       |            |
| |                       |                       |            |
| Font: ProCyclingStats |                       |                       |            |
| Classificació de l'etapa |                       |                       |            |
| Corredor | Corredor              | Equip                 | Temps      |
| 1r | Patrick Bevin         | CCC Team              | 3h 14' 31" |
| 2n | Caleb Ewan            | Lotto-Soudal          | + 0"       |
| 3r | Peter Sagan           | Bora-Hansgrohe        | + 0"       |
| 4t | Danny van Poppel      | Team Jumbo-Visma      | + 0"       |
| 5è | Jasper Philipsen      | UAE Team Emirates     | + 0"       |
| 6è | Phil Bauhaus          | Bahrain-Merida        | + 0"       |
| 7è | Elia Viviani          | Deceuninck-Quick Step | + 0"       |
| 8è | Luis León Sánchez Gil | Astana                | + 0"       |
| 9è | Kiel Reijnen          | Trek-Segafredo        | + 0"       |
| 10è | Kristoffer Halvorsen  | Team Sky              | + 0"       |

| \| Classificació general \| Classificació general \| Classificació general \| Classificació general \| Classificació general \| \| Corredor \| Corredor \| Equip \| Temps \| \| \| --------------------- \| --------------------- \| --------------------- \| --------------------- \| --------------------- \| \| 1r \| Patrick Bevin \| CCC Team \| 6h 34' 03" \| \| \| 2n \| Elia Viviani \| Deceuninck-Quick Step \| + 5" \| \| \| 3r \| Caleb Ewan \| Lotto-Soudal \| + 9" \| \| \| 4t \| Max Walscheid \| Team Sunweb \| + 9" \| \| \| 5è \| Artiom Zakhàrov \| Astana \| + 9" \| \| \| 6è \| Jason Lea \| UniSA-Australia \| + 10" \| \| \| 7è \| Michael Storer \| Team Sunweb \| + 10" \| \| \| 8è \| Peter Sagan \| Bora-Hansgrohe \| + 10" \| \| \| 9è \| Jakub Mareczko \| CCC Team \| + 10" \| \| \| 10è \| Jaime Castrillo \| Movistar Team \| + 12" \| \| |                 |                       |            |
| |                 |                       |            |
| Font: ProCyclingStats |                 |                       |            |
| Classificació general |                 |                       |            |
| Corredor | Corredor        | Equip                 | Temps      |
| 1r | Patrick Bevin   | CCC Team              | 6h 34' 03" |
| 2n | Elia Viviani    | Deceuninck-Quick Step | + 5"       |
| 3r | Caleb Ewan      | Lotto-Soudal          | + 9"       |
| 4t | Max Walscheid   | Team Sunweb           | + 9"       |
| 5è | Artiom Zakhàrov | Astana                | + 9"       |
| 6è | Jason Lea       | UniSA-Australia       | + 10"      |
| 7è | Michael Storer  | Team Sunweb           | + 10"      |
| 8è | Peter Sagan     | Bora-Hansgrohe        | + 10"      |
| 9è | Jakub Mareczko  | CCC Team              | + 10"      |
| 10è | Jaime Castrillo | Movistar Team         | + 12"      |

### 3a etapa
17 de gener. Lobethal – Uraidla, 146,2 km
| \| Classificació de l'etapa \| Classificació de l'etapa \| Classificació de l'etapa \| Classificació de l'etapa \| Classificació de l'etapa \| \| Corredor \| Corredor \| Equip \| Temps \| \| \| ------------------------ \| ------------------------ \| ------------------------ \| ------------------------ \| ------------------------ \| \| 1r \| Peter Sagan \| Bora-Hansgrohe \| 3h 46' 06" \| \| \| 2n \| Luis León Sánchez Gil \| Astana \| + 0" \| \| \| 3r \| Daryl Impey \| Mitchelton-Scott \| + 0" \| \| \| 4t \| Danny van Poppel \| Team Jumbo-Visma \| + 0" \| \| \| 5è \| Patrick Bevin \| CCC Team \| + 0" \| \| \| 6è \| Jan Polanc \| UAE Team Emirates \| + 0" \| \| \| 7è \| Ruben Guerreiro \| Katusha-Alpecin \| + 0" \| \| \| 8è \| Tadej Pogačar \| UAE Team Emirates \| + 0" \| \| \| 9è \| Chris Hamilton \| Team Sunweb \| + 0" \| \| \| 10è \| Domenico Pozzovivo \| Bahrain-Merida \| + 0" \| \| |                       |                   |            |
| |                       |                   |            |
| Font: ProCyclingStats |                       |                   |            |
| Classificació de l'etapa |                       |                   |            |
| Corredor | Corredor              | Equip             | Temps      |
| 1r | Peter Sagan           | Bora-Hansgrohe    | 3h 46' 06" |
| 2n | Luis León Sánchez Gil | Astana            | + 0"       |
| 3r | Daryl Impey           | Mitchelton-Scott  | + 0"       |
| 4t | Danny van Poppel      | Team Jumbo-Visma  | + 0"       |
| 5è | Patrick Bevin         | CCC Team          | + 0"       |
| 6è | Jan Polanc            | UAE Team Emirates | + 0"       |
| 7è | Ruben Guerreiro       | Katusha-Alpecin   | + 0"       |
| 8è | Tadej Pogačar         | UAE Team Emirates | + 0"       |
| 9è | Chris Hamilton        | Team Sunweb       | + 0"       |
| 10è | Domenico Pozzovivo    | Bahrain-Merida    | + 0"       |

| \| Classificació general \| Classificació general \| Classificació general \| Classificació general \| Classificació general \| \| Corredor \| Corredor \| Equip \| Temps \| \| \| --------------------- \| --------------------- \| --------------------- \| --------------------- \| --------------------- \| \| 1r \| Patrick Bevin \| CCC Team \| 10h 20' 09" \| \| \| 2n \| Peter Sagan \| Bora-Hansgrohe \| + 1" \| \| \| 3r \| Luis León Sánchez Gil \| Astana \| + 9" \| \| \| 4t \| Michael Storer \| Team Sunweb \| + 10" \| \| \| 5è \| Daryl Impey \| Mitchelton-Scott \| + 11" \| \| \| 6è \| Danny van Poppel \| Team Jumbo-Visma \| + 15" \| \| \| 7è \| Jan Polanc \| UAE Team Emirates \| + 15" \| \| \| 8è \| Ryan Gibbons \| Dimension Data \| + 15" \| \| \| 9è \| Chris Hamilton \| Team Sunweb \| + 15" \| \| \| 10è \| George Bennett \| Team Jumbo-Visma \| + 15" \| \| |                       |                   |             |
| |                       |                   |             |
| Font: ProCyclingStats |                       |                   |             |
| Classificació general |                       |                   |             |
| Corredor | Corredor              | Equip             | Temps       |
| 1r | Patrick Bevin         | CCC Team          | 10h 20' 09" |
| 2n | Peter Sagan           | Bora-Hansgrohe    | + 1"        |
| 3r | Luis León Sánchez Gil | Astana            | + 9"        |
| 4t | Michael Storer        | Team Sunweb       | + 10"       |
| 5è | Daryl Impey           | Mitchelton-Scott  | + 11"       |
| 6è | Danny van Poppel      | Team Jumbo-Visma  | + 15"       |
| 7è | Jan Polanc            | UAE Team Emirates | + 15"       |
| 8è | Ryan Gibbons          | Dimension Data    | + 15"       |
| 9è | Chris Hamilton        | Team Sunweb       | + 15"       |
| 10è | George Bennett        | Team Jumbo-Visma  | + 15"       |

### 4a etapa
18 de gener. Unley – Athelstone, 129,2 km
| \| Classificació de l'etapa \| Classificació de l'etapa \| Classificació de l'etapa \| Classificació de l'etapa \| Classificació de l'etapa \| \| Corredor \| Corredor \| Equip \| Temps \| \| \| ------------------------ \| ------------------------ \| ------------------------ \| ------------------------ \| ------------------------ \| \| 1r \| Daryl Impey \| Mitchelton-Scott \| 3h 03' 27" \| \| \| 2n \| Patrick Bevin \| CCC Team \| + 0" \| \| \| 3r \| Luis León Sánchez Gil \| Astana \| + 0" \| \| \| 4t \| Ruben Guerreiro \| Katusha-Alpecin \| + 0" \| \| \| 5è \| Rubén Fernández Andújar \| Movistar Team \| + 0" \| \| \| 6è \| George Bennett \| Team Jumbo-Visma \| + 0" \| \| \| 7è \| Diego Ulissi \| UAE Team Emirates \| + 0" \| \| \| 8è \| Michael Woods \| EF Education First \| + 0" \| \| \| 9è \| Chris Hamilton \| Team Sunweb \| + 0" \| \| \| 10è \| Dylan van Baarle \| Team Sky \| + 0" \| \| |                         |                    |            |
| |                         |                    |            |
| Font: ProCyclingStats |                         |                    |            |
| Classificació de l'etapa |                         |                    |            |
| Corredor | Corredor                | Equip              | Temps      |
| 1r | Daryl Impey             | Mitchelton-Scott   | 3h 03' 27" |
| 2n | Patrick Bevin           | CCC Team           | + 0"       |
| 3r | Luis León Sánchez Gil   | Astana             | + 0"       |
| 4t | Ruben Guerreiro         | Katusha-Alpecin    | + 0"       |
| 5è | Rubén Fernández Andújar | Movistar Team      | + 0"       |
| 6è | George Bennett          | Team Jumbo-Visma   | + 0"       |
| 7è | Diego Ulissi            | UAE Team Emirates  | + 0"       |
| 8è | Michael Woods           | EF Education First | + 0"       |
| 9è | Chris Hamilton          | Team Sunweb        | + 0"       |
| 10è | Dylan van Baarle        | Team Sky           | + 0"       |

| \| Classificació general \| Classificació general \| Classificació general \| Classificació general \| Classificació general \| \| Corredor \| Corredor \| Equip \| Temps \| \| \| --------------------- \| --------------------- \| --------------------- \| --------------------- \| --------------------- \| \| 1r \| Patrick Bevin \| CCC Team \| 13h 23' 30" \| \| \| 2n \| Daryl Impey \| Mitchelton-Scott \| + 7" \| \| \| 3r \| Luis León Sánchez Gil \| Astana \| + 11" \| \| \| 4t \| Chris Hamilton \| Team Sunweb \| + 21" \| \| \| 5è \| Ryan Gibbons \| Dimension Data \| + 21" \| \| \| 6è \| Jan Polanc \| UAE Team Emirates \| + 21" \| \| \| 7è \| George Bennett \| Team Jumbo-Visma \| + 21" \| \| \| 8è \| Ruben Guerreiro \| Katusha-Alpecin \| + 21" \| \| \| 9è \| Diego Ulissi \| UAE Team Emirates \| + 21" \| \| \| 10è \| Michael Woods \| EF Education First \| + 21" \| \| |                       |                    |             |
| |                       |                    |             |
| Font: ProCyclingStats |                       |                    |             |
| Classificació general |                       |                    |             |
| Corredor | Corredor              | Equip              | Temps       |
| 1r | Patrick Bevin         | CCC Team           | 13h 23' 30" |
| 2n | Daryl Impey           | Mitchelton-Scott   | + 7"        |
| 3r | Luis León Sánchez Gil | Astana             | + 11"       |
| 4t | Chris Hamilton        | Team Sunweb        | + 21"       |
| 5è | Ryan Gibbons          | Dimension Data     | + 21"       |
| 6è | Jan Polanc            | UAE Team Emirates  | + 21"       |
| 7è | George Bennett        | Team Jumbo-Visma   | + 21"       |
| 8è | Ruben Guerreiro       | Katusha-Alpecin    | + 21"       |
| 9è | Diego Ulissi          | UAE Team Emirates  | + 21"       |
| 10è | Michael Woods         | EF Education First | + 21"       |

### 5a etapa
19 de gener. Glenelg – Strathalbyn, 149,5 km
| \| Classificació de l'etapa \| Classificació de l'etapa \| Classificació de l'etapa \| Classificació de l'etapa \| Classificació de l'etapa \| \| Corredor \| Corredor \| Equip \| Temps \| \| \| ------------------------ \| ------------------------ \| ------------------------ \| ------------------------ \| ------------------------ \| \| 1r \| Jasper Philipsen \| UAE Team Emirates \| 3h 37' 00" \| \| \| 2n \| Peter Sagan \| Bora-Hansgrohe \| + 0" \| \| \| 3r \| Danny van Poppel \| Team Jumbo-Visma \| + 0" \| \| \| 4t \| Jens Debusschere \| Katusha-Alpecin \| + 0" \| \| \| 5è \| Elia Viviani \| Deceuninck-Quick Step \| + 0" \| \| \| 6è \| Phil Bauhaus \| Bahrain-Merida \| + 0" \| \| \| 7è \| Cees Bol \| Team Sunweb \| + 0" \| \| \| 8è \| Ryan Gibbons \| Dimension Data \| + 0" \| \| \| 9è \| Wout Poels \| Team Sky \| + 0" \| \| \| 10è \| Davide Ballerini \| Astana \| + 0" \| \| |                  |                       |            |
| |                  |                       |            |
| Font: ProCyclingStats |                  |                       |            |
| Classificació de l'etapa |                  |                       |            |
| Corredor | Corredor         | Equip                 | Temps      |
| 1r | Jasper Philipsen | UAE Team Emirates     | 3h 37' 00" |
| 2n | Peter Sagan      | Bora-Hansgrohe        | + 0"       |
| 3r | Danny van Poppel | Team Jumbo-Visma      | + 0"       |
| 4t | Jens Debusschere | Katusha-Alpecin       | + 0"       |
| 5è | Elia Viviani     | Deceuninck-Quick Step | + 0"       |
| 6è | Phil Bauhaus     | Bahrain-Merida        | + 0"       |
| 7è | Cees Bol         | Team Sunweb           | + 0"       |
| 8è | Ryan Gibbons     | Dimension Data        | + 0"       |
| 9è | Wout Poels       | Team Sky              | + 0"       |
| 10è | Davide Ballerini | Astana                | + 0"       |

| \| Classificació general \| Classificació general \| Classificació general \| Classificació general \| Classificació general \| \| Corredor \| Corredor \| Equip \| Temps \| \| \| --------------------- \| --------------------- \| --------------------- \| --------------------- \| --------------------- \| \| 1r \| Patrick Bevin \| CCC Team \| 17h 00' 25" \| \| \| 2n \| Daryl Impey \| Mitchelton-Scott \| + 7" \| \| \| 3r \| Luis León Sánchez Gil \| Astana \| + 16" \| \| \| 4t \| Ryan Gibbons \| Dimension Data \| + 26" \| \| \| 5è \| Jan Polanc \| UAE Team Emirates \| + 26" \| \| \| 6è \| Ruben Guerreiro \| Katusha-Alpecin \| + 26" \| \| \| 7è \| George Bennett \| Team Jumbo-Visma \| + 26" \| \| \| 8è \| Chris Hamilton \| Team Sunweb \| + 26" \| \| \| 9è \| Wout Poels \| Team Sky \| + 26" \| \| \| 10è \| Michael Woods \| EF Education First \| + 26" \| \| |                       |                    |             |
| |                       |                    |             |
| Font: ProCyclingStats |                       |                    |             |
| Classificació general |                       |                    |             |
| Corredor | Corredor              | Equip              | Temps       |
| 1r | Patrick Bevin         | CCC Team           | 17h 00' 25" |
| 2n | Daryl Impey           | Mitchelton-Scott   | + 7"        |
| 3r | Luis León Sánchez Gil | Astana             | + 16"       |
| 4t | Ryan Gibbons          | Dimension Data     | + 26"       |
| 5è | Jan Polanc            | UAE Team Emirates  | + 26"       |
| 6è | Ruben Guerreiro       | Katusha-Alpecin    | + 26"       |
| 7è | George Bennett        | Team Jumbo-Visma   | + 26"       |
| 8è | Chris Hamilton        | Team Sunweb        | + 26"       |
| 9è | Wout Poels            | Team Sky           | + 26"       |
| 10è | Michael Woods         | EF Education First | + 26"       |

### 6a etapa
20 de gener. McLaren Vale – Willunga Hill, 151,5 km
| \| Classificació de l'etapa \| Classificació de l'etapa \| Classificació de l'etapa \| Classificació de l'etapa \| Classificació de l'etapa \| \| Corredor \| Corredor \| Equip \| Temps \| \| \| ------------------------ \| ------------------------ \| ------------------------ \| ------------------------ \| ------------------------ \| \| 1r \| Richie Porte \| Trek-Segafredo \| 3h 30' 14" \| \| \| 2n \| Wout Poels \| Team Sky \| + 0" \| \| \| 3r \| Daryl Impey \| Mitchelton-Scott \| + 0" \| \| \| 4t \| Rohan Dennis \| Bahrain-Merida \| + 3" \| \| \| 5è \| Luis León Sánchez Gil \| Astana \| + 6" \| \| \| 6è \| Chris Hamilton \| Team Sunweb \| + 10" \| \| \| 7è \| Michael Woods \| EF Education First \| + 15" \| \| \| 8è \| Diego Ulissi \| UAE Team Emirates \| + 17" \| \| \| 9è \| Tom-Jelte Slagter \| Dimension Data \| + 17" \| \| \| 10è \| Dries Devenyns \| Deceuninck-Quick Step \| + 17" \| \| |                       |                       |            |
| |                       |                       |            |
| Font: ProCyclingStats |                       |                       |            |
| Classificació de l'etapa |                       |                       |            |
| Corredor | Corredor              | Equip                 | Temps      |
| 1r | Richie Porte          | Trek-Segafredo        | 3h 30' 14" |
| 2n | Wout Poels            | Team Sky              | + 0"       |
| 3r | Daryl Impey           | Mitchelton-Scott      | + 0"       |
| 4t | Rohan Dennis          | Bahrain-Merida        | + 3"       |
| 5è | Luis León Sánchez Gil | Astana                | + 6"       |
| 6è | Chris Hamilton        | Team Sunweb           | + 10"      |
| 7è | Michael Woods         | EF Education First    | + 15"      |
| 8è | Diego Ulissi          | UAE Team Emirates     | + 17"      |
| 9è | Tom-Jelte Slagter     | Dimension Data        | + 17"      |
| 10è | Dries Devenyns        | Deceuninck-Quick Step | + 17"      |

## Classificacions finals

### Classificació general
| \| Classificació general \| Classificació general \| Classificació general \| Classificació general \| Classificació general \| \| Corredor \| Corredor \| Equip \| Temps \| \| \| --------------------- \| --------------------- \| --------------------- \| --------------------- \| --------------------- \| \| 1r \| Daryl Impey \| Mitchelton-Scott \| 20h 30' 42" \| \| \| 2n \| Richie Porte \| Trek-Segafredo \| + 13" \| \| \| 3r \| Wout Poels \| Team Sky \| + 17" \| \| \| 4t \| Luis León Sánchez Gil \| Astana \| + 19" \| \| \| 5è \| Rohan Dennis \| Bahrain-Merida \| + 26" \| \| \| 6è \| Chris Hamilton \| Team Sunweb \| + 33" \| \| \| 7è \| Michael Woods \| EF Education First \| + 38" \| \| \| 8è \| Ruben Guerreiro \| Katusha-Alpecin \| + 40" \| \| \| 9è \| Diego Ulissi \| UAE Team Emirates \| + 40" \| \| \| 10è \| Dries Devenyns \| Deceuninck-Quick Step \| + 40" \| \| |                       |                       |             |
| |                       |                       |             |
| Font: ProCyclingStats |                       |                       |             |
| Classificació general |                       |                       |             |
| Corredor | Corredor              | Equip                 | Temps       |
| 1r | Daryl Impey           | Mitchelton-Scott      | 20h 30' 42" |
| 2n | Richie Porte          | Trek-Segafredo        | + 13"       |
| 3r | Wout Poels            | Team Sky              | + 17"       |
| 4t | Luis León Sánchez Gil | Astana                | + 19"       |
| 5è | Rohan Dennis          | Bahrain-Merida        | + 26"       |
| 6è | Chris Hamilton        | Team Sunweb           | + 33"       |
| 7è | Michael Woods         | EF Education First    | + 38"       |
| 8è | Ruben Guerreiro       | Katusha-Alpecin       | + 40"       |
| 9è | Diego Ulissi          | UAE Team Emirates     | + 40"       |
| 10è | Dries Devenyns        | Deceuninck-Quick Step | + 40"       |

### Classificacions secundàries
| Classificació de la muntanya | Classificació de la muntanya | Classificació de la muntanya | Classificació de la muntanya | Classificació de la muntanya |
| Corredor                     | Corredor                     | Equip                        | Punts                        |                              |
| ---------------------------- | ---------------------------- | ---------------------------- | ---------------------------- | ---------------------------- |
| 1r                           | Jason Lea                    | UniSA-Australia              | 30 pts                       |                              |
| 2n                           | Wout Poels                   | Team Sky                     | 30 pts                       |                              |
| 3r                           | Richie Porte                 | Trek-Segafredo               | 28 pts                       |                              |
| 4t                           | George Bennett               | Team Jumbo-Visma             | 16 pts                       |                              |
| 5è                           | Kenny Elissonde              | Team Sky                     | 16 pts                       |                              |

| Classificació de la muntanya | Classificació de la muntanya | Classificació de la muntanya | Classificació de la muntanya | Classificació de la muntanya |
| Corredor                     | Corredor                     | Equip                        | Punts                        |                              |
| ---------------------------- | ---------------------------- | ---------------------------- | ---------------------------- | ---------------------------- |
| 1r                           | Jason Lea                    | UniSA-Australia              | 30 pts                       |                              |
| 2n                           | Wout Poels                   | Team Sky                     | 30 pts                       |                              |
| 3r                           | Richie Porte                 | Trek-Segafredo               | 28 pts                       |                              |
| 4t                           | George Bennett               | Team Jumbo-Visma             | 16 pts                       |                              |
| 5è                           | Kenny Elissonde              | Team Sky                     | 16 pts                       |                              |

| Classificació per punts | Classificació per punts | Classificació per punts | Classificació per punts | Classificació per punts |
| Corredor                | Corredor                | Equip                   | Punts                   |                         |
| ----------------------- | ----------------------- | ----------------------- | ----------------------- | ----------------------- |
| 1r                      | Patrick Bevin           | CCC Team                | 56 pts                  |                         |
| 2n                      | Danny van Poppel        | Team Jumbo-Visma        | 54 pts                  |                         |
| 3r                      | Peter Sagan             | Bora-Hansgrohe          | 50 pts                  |                         |
| 4t                      | Daryl Impey             | Mitchelton-Scott        | 49 pts                  |                         |
| 5è                      | Luis León Sánchez Gil   | Astana                  | 46 pts                  |                         |

| Classificació per punts | Classificació per punts | Classificació per punts | Classificació per punts | Classificació per punts |
| Corredor                | Corredor                | Equip                   | Punts                   |                         |
| ----------------------- | ----------------------- | ----------------------- | ----------------------- | ----------------------- |
| 1r                      | Patrick Bevin           | CCC Team                | 56 pts                  |                         |
| 2n                      | Danny van Poppel        | Team Jumbo-Visma        | 54 pts                  |                         |
| 3r                      | Peter Sagan             | Bora-Hansgrohe          | 50 pts                  |                         |
| 4t                      | Daryl Impey             | Mitchelton-Scott        | 49 pts                  |                         |
| 5è                      | Luis León Sánchez Gil   | Astana                  | 46 pts                  |                         |

| Classificació del millor jove | Classificació del millor jove | Classificació del millor jove | Classificació del millor jove | Classificació del millor jove |
| Corredor                      | Corredor                      | Equip                         | Temps                         |                               |
| ----------------------------- | ----------------------------- | ----------------------------- | ----------------------------- | ----------------------------- |
| 1r                            | Chris Hamilton                | Team Sunweb                   | 20h 31' 15"                   |                               |
| 2n                            | Ruben Guerreiro               | Katusha-Alpecin               | + 7"                          |                               |
| 3r                            | Ryan Gibbons                  | Dimension Data                | + 10"                         |                               |
| 4t                            | Tadej Pogačar                 | UAE Team Emirates             | + 10"                         |                               |
| 5è                            | Jai Hindley                   | Team Sunweb                   | + 33"                         |                               |

| Classificació del millor jove | Classificació del millor jove | Classificació del millor jove | Classificació del millor jove | Classificació del millor jove |
| Corredor                      | Corredor                      | Equip                         | Temps                         |                               |
| ----------------------------- | ----------------------------- | ----------------------------- | ----------------------------- | ----------------------------- |
| 1r                            | Chris Hamilton                | Team Sunweb                   | 20h 31' 15"                   |                               |
| 2n                            | Ruben Guerreiro               | Katusha-Alpecin               | + 7"                          |                               |
| 3r                            | Ryan Gibbons                  | Dimension Data                | + 10"                         |                               |
| 4t                            | Tadej Pogačar                 | UAE Team Emirates             | + 10"                         |                               |
| 5è                            | Jai Hindley                   | Team Sunweb                   | + 33"                         |                               |

| Classificació per equips | Classificació per equips | Classificació per equips | Classificació per equips |
| Equip                    | Equip                    | Temps                    |                          |
| ------------------------ | ------------------------ | ------------------------ | ------------------------ |
| 1r                       | UAE Team Emirates        | 61h 34' 22"              |                          |
| 2n                       | Bahrain-Merida           | + 43"                    |                          |
| 3r                       | Dimension Data           | + 55"                    |                          |
| 4t                       | Team Sunweb              | + 1' 11"                 |                          |
| 5è                       | Movistar Team            | + 1' 54"                 |                          |

| Classificació per equips | Classificació per equips | Classificació per equips | Classificació per equips |
| Equip                    | Equip                    | Temps                    |                          |
| ------------------------ | ------------------------ | ------------------------ | ------------------------ |
| 1r                       | UAE Team Emirates        | 61h 34' 22"              |                          |
| 2n                       | Bahrain-Merida           | + 43"                    |                          |
| 3r                       | Dimension Data           | + 55"                    |                          |
| 4t                       | Team Sunweb              | + 1' 11"                 |                          |
| 5è                       | Movistar Team            | + 1' 54"                 |                          |

## Evolució de les classificacions
| Etapa               | Vencedor            | Classificació general | Classificació de la muntanya | Classificació dels esprints | Classificació dels joves | Classificació per equips | Combatiu del dia   |
| ------------------- | ------------------- | --------------------- | ---------------------------- | --------------------------- | ------------------------ | ------------------------ | ------------------ |
| 1                   | Elia Viviani        | Elia Viviani          | Jason Lea                    | Elia Viviani                | Michael Storer           | UAE Emirates             | Patrick Bevin      |
| 2                   | Patrick Bevin       | Patrick Bevin         | Jason Lea                    | Elia Viviani                | Caleb Ewan               | UAE Emirates             | Matthieu Ladagnous |
| 3                   | Peter Sagan         | Patrick Bevin         | Jason Lea                    | Peter Sagan                 | Michael Storer           | UAE Emirates             | Manuele Boaro      |
| 4                   | Daryl Impey         | Patrick Bevin         | Jason Lea                    | Patrick Bevin               | Chris Hamilton           | UAE Emirates             | Thomas de Gendt    |
| 5                   | Jasper Philipsen    | Patrick Bevin         | Jason Lea                    | Patrick Bevin               | Ryan Gibbons             | UAE Emirates             | Thomas de Gendt    |
| 6                   | Richie Porte        | Daryl Impey           | Jason Lea                    | Patrick Bevin               | Chris Hamilton           | UAE Emirates             | Danny van Poppel   |
| Classificació final | Classificació final | Daryl Impey           | Jason Lea                    | Patrick Bevin               | Chris Hamilton           | UAE Emirates             | no entregat        |

## Llista de participants
| Mitchelton-Scott MTS | Mitchelton-Scott MTS      | Mitchelton-Scott MTS |
| -------------------- | ------------------------- | -------------------- |
| Núm                  | Ciclista                  | Pos                  |
| 1                    | Daryl Impey (RSA) (ruta)  | 1r                   |
| 2                    | Luke Durbridge (AUS)      | 78è                  |
| 3                    | Alexander Edmondson (AUS) | 64è                  |
| 4                    | Lucas Hamilton (AUS)      | 84è                  |
| 5                    | Mathew Hayman (AUS)       | 65è                  |
| 6                    | Michael Hepburn (AUS)     | 19è                  |
| 7                    | Cameron Meyer (AUS)       | 34è                  |

| Bora-Hansgrohe BOH | Bora-Hansgrohe BOH      | Bora-Hansgrohe BOH |
| ------------------ | ----------------------- | ------------------ |
| Núm                | Ciclista                | Pos                |
| 11                 | Peter Sagan (SVK)       | 55è                |
| 12                 | Maciej Bodnar (POL)     | 97è                |
| 13                 | Oscar Gatto (ITA)       | 123è               |
| 14                 | Jay McCarthy (AUS)      | 33è                |
| 15                 | Gregor Mühlberger (AUT) | 21è                |
| 16                 | Daniel Oss (ITA)        | 52è                |
| 17                 | Lukas Pöstlberger (AUT) | 127è               |

| Trek-Segafredo TFS | Trek-Segafredo TFS            | Trek-Segafredo TFS |
| ------------------ | ----------------------------- | ------------------ |
| Núm                | Ciclista                      | Pos                |
| 21                 | Richie Porte (AUS)            | 2n                 |
| 22                 | William Clarke (AUS)          | 96è                |
| 23                 | Koen de Kort (NED)            | 106è               |
| 24                 | Jarlinson Pantano Gómez (COL) | 51è                |
| 25                 | Ryan Mullen (IRL)             | 66è                |
| 26                 | Kiel Reijnen (USA)            | 126è               |
| 27                 | Peter Stetina (USA)           | 50è                |

| Lotto-Soudal LTS | Lotto-Soudal LTS         | Lotto-Soudal LTS |
| ---------------- | ------------------------ | ---------------- |
| Núm              | Ciclista                 | Pos              |
| 31               | Caleb Ewan (AUS)         | 95è              |
| 32               | Adam Blythe (GBR)        | 113è             |
| 33               | Tomasz Marczyński (POL)  | 54è              |
| 34               | Carl Fredrik Hagen (NOR) | 36è              |
| 35               | Adam Hansen (AUS)        | 75è              |
| 36               | Roger Kluge (GER)        | 110è             |
| 37               | Thomas De Gendt (BEL)    | 74è              |

| UAE Team Emirates UAD | UAE Team Emirates UAD   | UAE Team Emirates UAD |
| --------------------- | ----------------------- | --------------------- |
| Núm                   | Ciclista                | Pos                   |
| 41                    | Sven Erik Bystrøm (NOR) | 53è                   |
| 42                    | Rory Sutherland (AUS)   | 111è                  |
| 43                    | Ivo Oliveira (POR)      | 88è                   |
| 44                    | Jasper Philipsen (BEL)  | 77è                   |
| 45                    | Tadej Pogačar (SLO)     | 13è                   |
| 46                    | Jan Polanc (SLO)        | 15è                   |
| 47                    | Diego Ulissi (ITA)      | 9è                    |

| Dimension Data TDD | Dimension Data TDD             | Dimension Data TDD |
| ------------------ | ------------------------------ | ------------------ |
| Núm                | Ciclista                       | Pos                |
| 51                 | Michael Valgren Andersen (DEN) | 37è                |
| 52                 | Lars Ytting Bak (DEN)          | 40è                |
| 53                 | Nicholas Dlamini (RSA)         | 100è               |
| 54                 | Ryan Gibbons (RSA)             | 11è                |
| 55                 | Ben O'Connor (AUS)             | 20è                |
| 56                 | Scott Davies (GBR)             | 59è                |
| 57                 | Tom-Jelte Slagter (NED)        | 17è                |

| Bahrain-Merida TBM | Bahrain-Merida TBM        | Bahrain-Merida TBM |
| ------------------ | ------------------------- | ------------------ |
| Núm                | Ciclista                  | Pos                |
| 61                 | Domenico Pozzovivo (ITA)  | 14è                |
| 62                 | Phil Bauhaus (GER)        | 94è                |
| 63                 | Rohan Dennis (AUS)        | 5è                 |
| 64                 | Heinrich Haussler (AUS)   | 49è                |
| 65                 | Hermann Pernsteiner (AUT) | 27è                |
| 66                 | Yukiya Arashiro (JPN)     | 39è                |
| 67                 | Marcel Sieberg (GER)      | 122è               |

| EF Education First EF1 | EF Education First EF1 | EF Education First EF1 |
| ---------------------- | ---------------------- | ---------------------- |
| Núm                    | Ciclista               | Pos                    |
| 71                     | Michael Woods (CAN)    | 7è                     |
| 72                     | Mitchell Docker (AUS)  | 93è                    |
| 73                     | Daniel McLay (GBR)     | DNF-6                  |
| 74                     | Lachlan Morton (AUS)   | 82è                    |
| 75                     | Thomas Scully (NZL)    | 86è                    |
| 76                     | James Whelan (AUS)     | 46è                    |
| 77                     | Alberto Bettiol (ITA)  | 76è                    |

| Team Sunweb SUN | Team Sunweb SUN           | Team Sunweb SUN |
| --------------- | ------------------------- | --------------- |
| Núm             | Ciclista                  | Pos             |
| 81              | Cees Bol (NED)            | 109è            |
| 82              | Johannes Fröhlinger (GER) | 79è             |
| 83              | Chris Hamilton (AUS)      | 6è              |
| 84              | Jai Hindley (AUS)         | 18è             |
| 85              | Max Kanter (GER)          | DNF-3           |
| 86              | Michael Storer (AUS)      | 28è             |
| 87              | Max Walscheid (GER)       | 120è            |

| AG2R La Mondiale ALM | AG2R La Mondiale ALM     | AG2R La Mondiale ALM |
| -------------------- | ------------------------ | -------------------- |
| Núm                  | Ciclista                 | Pos                  |
| 91                   | Pierre Latour (FRA)      | 32è                  |
| 92                   | Gediminas Bagdonas (LTU) | 116è                 |
| 93                   | Clément Chevrier (FRA)   | 72è                  |
| 94                   | Benoît Cosnefroy (FRA)   | 124è                 |
| 95                   | Nico Denz (GER)          | 115è                 |
| 96                   | Hubert Dupont (FRA)      | 47è                  |
| 97                   | Nans Peters (FRA)        | 81è                  |

| Astana AST | Astana AST                  | Astana AST |
| ---------- | --------------------------- | ---------- |
| Núm        | Ciclista                    | Pos        |
| 101        | Davide Ballerini (ITA)      | 83è        |
| 102        | Manuele Boaro (ITA)         | 92è        |
| 103        | Laurens De Vreese (BEL)     | 102è       |
| 104        | Danil Fominikh (KAZ)        | 85è        |
| 105        | Ievgueni Guiditx (KAZ)      | 63è        |
| 106        | Artiom Zakhàrov (KAZ)       | 103è       |
| 107        | Luis León Sánchez Gil (ESP) | 4t         |

| Katusha-Alpecin TKA | Katusha-Alpecin TKA        | Katusha-Alpecin TKA |
| ------------------- | -------------------------- | ------------------- |
| Núm                 | Ciclista                   | Pos                 |
| 111                 | Alex Dowsett (GBR)         | 128è                |
| 112                 | Jens Debusschere (BEL)     | 118è                |
| 113                 | Ruben Guerreiro (POR)      | 8è                  |
| 114                 | Nathan Haas (AUS)          | 125è                |
| 115                 | Marco Haller (AUT)         | 61è                 |
| 116                 | Viatxeslav Kuznetsov (RUS) | 38è                 |
| 117                 | Dmitri Strakhov (RUS)      | 57è                 |

| Groupama-FDJ GFC | Groupama-FDJ GFC        | Groupama-FDJ GFC |
| ---------------- | ----------------------- | ---------------- |
| Núm              | Ciclista                | Pos              |
| 121              | Miles Scotson (AUS)     | 43è              |
| 122              | Daniel Hoelgaard (NOR)  | 90è              |
| 123              | Mathieu Ladagnous (FRA) | 70è              |
| 124              | Tobias Ludvigsson (SWE) | 23è              |
| 125              | Steve Morabito (SUI)    | 25è              |
| 126              | Kilian Frankiny (SUI)   | 69è              |
| 127              | Léo Vincent (FRA)       | 80è              |

| Movistar Team MOV | Movistar Team MOV              | Movistar Team MOV |
| ----------------- | ------------------------------ | ----------------- |
| Núm               | Ciclista                       | Pos               |
| 131               | Héctor Carretero Milla (ESP)   | 45è               |
| 132               | Jaime Castrillo (ESP)          | DNF-6             |
| 133               | Rubén Fernández Andújar (ESP)  | 60è               |
| 134               | Lluís Mas Bonet (ESP)          | 24è               |
| 135               | Eduard Prades i Reverter (ESP) | 22è               |
| 136               | Jasha Sütterlin (GER)          | 56è               |
| 137               | Rafael Valls Ferri (ESP)       | 42è               |

| Deceuninck-Quick Step DQT | Deceuninck-Quick Step DQT   | Deceuninck-Quick Step DQT |
| ------------------------- | --------------------------- | ------------------------- |
| Núm                       | Ciclista                    | Pos                       |
| 141                       | Elia Viviani (ITA)          | 119è                      |
| 142                       | Fabio Sabatini (ITA)        | 104è                      |
| 143                       | Michael Mørkøv (DEN)        | 101è                      |
| 144                       | Mikkel Frølich Honoré (DEN) | NP-5                      |
| 145                       | Dries Devenyns (BEL)        | 10è                       |
| 146                       | James Knox (GBR)            | 48è                       |
| 147                       | Rémi Cavagna (FRA)          | 29è                       |

| Team Jumbo-Visma TJV | Team Jumbo-Visma TJV    | Team Jumbo-Visma TJV |
| -------------------- | ----------------------- | -------------------- |
| Núm                  | Ciclista                | Pos                  |
| 151                  | George Bennett (NZL)    | 12è                  |
| 152                  | Robert Gesink (NED)     | 31è                  |
| 153                  | Lennard Hofstede (NED)  | 35è                  |
| 154                  | Bert-Jan Lindeman (NED) | 108è                 |
| 155                  | Tom Leezer (NED)        | 71è                  |
| 156                  | Danny van Poppel (NED)  | 68è                  |
| 157                  | Maarten Wynants (BEL)   | 91è                  |

| Team Sky SKY | Team Sky SKY               | Team Sky SKY |
| ------------ | -------------------------- | ------------ |
| Núm          | Ciclista                   | Pos          |
| 161          | Owain Doull (GBR)          | 99è          |
| 162          | Kenny Elissonde (FRA)      | 44è          |
| 163          | Kristoffer Halvorsen (NOR) | 117è         |
| 164          | Christian Knees (GER)      | 87è          |
| 165          | Wout Poels (NED)           | 3r           |
| 166          | Luke Rowe (GBR)            | 89è          |
| 167          | Dylan van Baarle (NED)     | 16è          |

| CCC Team CPT | CCC Team CPT                         | CCC Team CPT |
| ------------ | ------------------------------------ | ------------ |
| Núm          | Ciclista                             | Pos          |
| 171          | Patrick Bevin (NZL)                  | 41è          |
| 172          | Víctor de la Parte González (ESP)    | 67è          |
| 173          | Jakub Mareczko (ITA)                 | 114è         |
| 174          | Łukasz Owsian (POL)                  | 98è          |
| 175          | Joey Rosskopf (USA)                  | 62è          |
| 176          | Francisco José Ventoso Alberdi (ESP) | 112è         |
| 177          | Szymon Sajnok (POL)                  | 129è         |

| UniSA-Australia UNA | UniSA-Australia UNA      | UniSA-Australia UNA |
| ------------------- | ------------------------ | ------------------- |
| Núm                 | Ciclista                 | Pos                 |
| 181                 | Chris Harper (AUS)       | 26è                 |
| 182                 | Dylan Sunderland (AUS)   | 30è                 |
| 183                 | Ayden Toovey (AUS)       | 73è                 |
| 184                 | Jason Lea (AUS)          | 107è                |
| 185                 | Neil Van der Ploeg (AUS) | 121è                |
| 186                 | Michael Potter (AUS)     | 105è                |
| 187                 | Nicholas White (AUS)     | 58è                 |

| Mitchelton-Scott MTS | Mitchelton-Scott MTS      | Mitchelton-Scott MTS |
| -------------------- | ------------------------- | -------------------- |
| Núm                  | Ciclista                  | Pos                  |
| 1                    | Daryl Impey (RSA) (ruta)  | 1r                   |
| 2                    | Luke Durbridge (AUS)      | 78è                  |
| 3                    | Alexander Edmondson (AUS) | 64è                  |
| 4                    | Lucas Hamilton (AUS)      | 84è                  |
| 5                    | Mathew Hayman (AUS)       | 65è                  |
| 6                    | Michael Hepburn (AUS)     | 19è                  |
| 7                    | Cameron Meyer (AUS)       | 34è                  |

| Bora-Hansgrohe BOH | Bora-Hansgrohe BOH      | Bora-Hansgrohe BOH |
| ------------------ | ----------------------- | ------------------ |
| Núm                | Ciclista                | Pos                |
| 11                 | Peter Sagan (SVK)       | 55è                |
| 12                 | Maciej Bodnar (POL)     | 97è                |
| 13                 | Oscar Gatto (ITA)       | 123è               |
| 14                 | Jay McCarthy (AUS)      | 33è                |
| 15                 | Gregor Mühlberger (AUT) | 21è                |
| 16                 | Daniel Oss (ITA)        | 52è                |
| 17                 | Lukas Pöstlberger (AUT) | 127è               |

| Trek-Segafredo TFS | Trek-Segafredo TFS            | Trek-Segafredo TFS |
| ------------------ | ----------------------------- | ------------------ |
| Núm                | Ciclista                      | Pos                |
| 21                 | Richie Porte (AUS)            | 2n                 |
| 22                 | William Clarke (AUS)          | 96è                |
| 23                 | Koen de Kort (NED)            | 106è               |
| 24                 | Jarlinson Pantano Gómez (COL) | 51è                |
| 25                 | Ryan Mullen (IRL)             | 66è                |
| 26                 | Kiel Reijnen (USA)            | 126è               |
| 27                 | Peter Stetina (USA)           | 50è                |

| Lotto-Soudal LTS | Lotto-Soudal LTS         | Lotto-Soudal LTS |
| ---------------- | ------------------------ | ---------------- |
| Núm              | Ciclista                 | Pos              |
| 31               | Caleb Ewan (AUS)         | 95è              |
| 32               | Adam Blythe (GBR)        | 113è             |
| 33               | Tomasz Marczyński (POL)  | 54è              |
| 34               | Carl Fredrik Hagen (NOR) | 36è              |
| 35               | Adam Hansen (AUS)        | 75è              |
| 36               | Roger Kluge (GER)        | 110è             |
| 37               | Thomas De Gendt (BEL)    | 74è              |

| UAE Team Emirates UAD | UAE Team Emirates UAD   | UAE Team Emirates UAD |
| --------------------- | ----------------------- | --------------------- |
| Núm                   | Ciclista                | Pos                   |
| 41                    | Sven Erik Bystrøm (NOR) | 53è                   |
| 42                    | Rory Sutherland (AUS)   | 111è                  |
| 43                    | Ivo Oliveira (POR)      | 88è                   |
| 44                    | Jasper Philipsen (BEL)  | 77è                   |
| 45                    | Tadej Pogačar (SLO)     | 13è                   |
| 46                    | Jan Polanc (SLO)        | 15è                   |
| 47                    | Diego Ulissi (ITA)      | 9è                    |

| Dimension Data TDD | Dimension Data TDD             | Dimension Data TDD |
| ------------------ | ------------------------------ | ------------------ |
| Núm                | Ciclista                       | Pos                |
| 51                 | Michael Valgren Andersen (DEN) | 37è                |
| 52                 | Lars Ytting Bak (DEN)          | 40è                |
| 53                 | Nicholas Dlamini (RSA)         | 100è               |
| 54                 | Ryan Gibbons (RSA)             | 11è                |
| 55                 | Ben O'Connor (AUS)             | 20è                |
| 56                 | Scott Davies (GBR)             | 59è                |
| 57                 | Tom-Jelte Slagter (NED)        | 17è                |

| Bahrain-Merida TBM | Bahrain-Merida TBM        | Bahrain-Merida TBM |
| ------------------ | ------------------------- | ------------------ |
| Núm                | Ciclista                  | Pos                |
| 61                 | Domenico Pozzovivo (ITA)  | 14è                |
| 62                 | Phil Bauhaus (GER)        | 94è                |
| 63                 | Rohan Dennis (AUS)        | 5è                 |
| 64                 | Heinrich Haussler (AUS)   | 49è                |
| 65                 | Hermann Pernsteiner (AUT) | 27è                |
| 66                 | Yukiya Arashiro (JPN)     | 39è                |
| 67                 | Marcel Sieberg (GER)      | 122è               |

| EF Education First EF1 | EF Education First EF1 | EF Education First EF1 |
| ---------------------- | ---------------------- | ---------------------- |
| Núm                    | Ciclista               | Pos                    |
| 71                     | Michael Woods (CAN)    | 7è                     |
| 72                     | Mitchell Docker (AUS)  | 93è                    |
| 73                     | Daniel McLay (GBR)     | DNF-6                  |
| 74                     | Lachlan Morton (AUS)   | 82è                    |
| 75                     | Thomas Scully (NZL)    | 86è                    |
| 76                     | James Whelan (AUS)     | 46è                    |
| 77                     | Alberto Bettiol (ITA)  | 76è                    |

| Team Sunweb SUN | Team Sunweb SUN           | Team Sunweb SUN |
| --------------- | ------------------------- | --------------- |
| Núm             | Ciclista                  | Pos             |
| 81              | Cees Bol (NED)            | 109è            |
| 82              | Johannes Fröhlinger (GER) | 79è             |
| 83              | Chris Hamilton (AUS)      | 6è              |
| 84              | Jai Hindley (AUS)         | 18è             |
| 85              | Max Kanter (GER)          | DNF-3           |
| 86              | Michael Storer (AUS)      | 28è             |
| 87              | Max Walscheid (GER)       | 120è            |

| AG2R La Mondiale ALM | AG2R La Mondiale ALM     | AG2R La Mondiale ALM |
| -------------------- | ------------------------ | -------------------- |
| Núm                  | Ciclista                 | Pos                  |
| 91                   | Pierre Latour (FRA)      | 32è                  |
| 92                   | Gediminas Bagdonas (LTU) | 116è                 |
| 93                   | Clément Chevrier (FRA)   | 72è                  |
| 94                   | Benoît Cosnefroy (FRA)   | 124è                 |
| 95                   | Nico Denz (GER)          | 115è                 |
| 96                   | Hubert Dupont (FRA)      | 47è                  |
| 97                   | Nans Peters (FRA)        | 81è                  |

| Astana AST | Astana AST                  | Astana AST |
| ---------- | --------------------------- | ---------- |
| Núm        | Ciclista                    | Pos        |
| 101        | Davide Ballerini (ITA)      | 83è        |
| 102        | Manuele Boaro (ITA)         | 92è        |
| 103        | Laurens De Vreese (BEL)     | 102è       |
| 104        | Danil Fominikh (KAZ)        | 85è        |
| 105        | Ievgueni Guiditx (KAZ)      | 63è        |
| 106        | Artiom Zakhàrov (KAZ)       | 103è       |
| 107        | Luis León Sánchez Gil (ESP) | 4t         |

| Katusha-Alpecin TKA | Katusha-Alpecin TKA        | Katusha-Alpecin TKA |
| ------------------- | -------------------------- | ------------------- |
| Núm                 | Ciclista                   | Pos                 |
| 111                 | Alex Dowsett (GBR)         | 128è                |
| 112                 | Jens Debusschere (BEL)     | 118è                |
| 113                 | Ruben Guerreiro (POR)      | 8è                  |
| 114                 | Nathan Haas (AUS)          | 125è                |
| 115                 | Marco Haller (AUT)         | 61è                 |
| 116                 | Viatxeslav Kuznetsov (RUS) | 38è                 |
| 117                 | Dmitri Strakhov (RUS)      | 57è                 |

| Groupama-FDJ GFC | Groupama-FDJ GFC        | Groupama-FDJ GFC |
| ---------------- | ----------------------- | ---------------- |
| Núm              | Ciclista                | Pos              |
| 121              | Miles Scotson (AUS)     | 43è              |
| 122              | Daniel Hoelgaard (NOR)  | 90è              |
| 123              | Mathieu Ladagnous (FRA) | 70è              |
| 124              | Tobias Ludvigsson (SWE) | 23è              |
| 125              | Steve Morabito (SUI)    | 25è              |
| 126              | Kilian Frankiny (SUI)   | 69è              |
| 127              | Léo Vincent (FRA)       | 80è              |

| Movistar Team MOV | Movistar Team MOV              | Movistar Team MOV |
| ----------------- | ------------------------------ | ----------------- |
| Núm               | Ciclista                       | Pos               |
| 131               | Héctor Carretero Milla (ESP)   | 45è               |
| 132               | Jaime Castrillo (ESP)          | DNF-6             |
| 133               | Rubén Fernández Andújar (ESP)  | 60è               |
| 134               | Lluís Mas Bonet (ESP)          | 24è               |
| 135               | Eduard Prades i Reverter (ESP) | 22è               |
| 136               | Jasha Sütterlin (GER)          | 56è               |
| 137               | Rafael Valls Ferri (ESP)       | 42è               |

| Deceuninck-Quick Step DQT | Deceuninck-Quick Step DQT   | Deceuninck-Quick Step DQT |
| ------------------------- | --------------------------- | ------------------------- |
| Núm                       | Ciclista                    | Pos                       |
| 141                       | Elia Viviani (ITA)          | 119è                      |
| 142                       | Fabio Sabatini (ITA)        | 104è                      |
| 143                       | Michael Mørkøv (DEN)        | 101è                      |
| 144                       | Mikkel Frølich Honoré (DEN) | NP-5                      |
| 145                       | Dries Devenyns (BEL)        | 10è                       |
| 146                       | James Knox (GBR)            | 48è                       |
| 147                       | Rémi Cavagna (FRA)          | 29è                       |

| Team Jumbo-Visma TJV | Team Jumbo-Visma TJV    | Team Jumbo-Visma TJV |
| -------------------- | ----------------------- | -------------------- |
| Núm                  | Ciclista                | Pos                  |
| 151                  | George Bennett (NZL)    | 12è                  |
| 152                  | Robert Gesink (NED)     | 31è                  |
| 153                  | Lennard Hofstede (NED)  | 35è                  |
| 154                  | Bert-Jan Lindeman (NED) | 108è                 |
| 155                  | Tom Leezer (NED)        | 71è                  |
| 156                  | Danny van Poppel (NED)  | 68è                  |
| 157                  | Maarten Wynants (BEL)   | 91è                  |

| Team Sky SKY | Team Sky SKY               | Team Sky SKY |
| ------------ | -------------------------- | ------------ |
| Núm          | Ciclista                   | Pos          |
| 161          | Owain Doull (GBR)          | 99è          |
| 162          | Kenny Elissonde (FRA)      | 44è          |
| 163          | Kristoffer Halvorsen (NOR) | 117è         |
| 164          | Christian Knees (GER)      | 87è          |
| 165          | Wout Poels (NED)           | 3r           |
| 166          | Luke Rowe (GBR)            | 89è          |
| 167          | Dylan van Baarle (NED)     | 16è          |

| CCC Team CPT | CCC Team CPT                         | CCC Team CPT |
| ------------ | ------------------------------------ | ------------ |
| Núm          | Ciclista                             | Pos          |
| 171          | Patrick Bevin (NZL)                  | 41è          |
| 172          | Víctor de la Parte González (ESP)    | 67è          |
| 173          | Jakub Mareczko (ITA)                 | 114è         |
| 174          | Łukasz Owsian (POL)                  | 98è          |
| 175          | Joey Rosskopf (USA)                  | 62è          |
| 176          | Francisco José Ventoso Alberdi (ESP) | 112è         |
| 177          | Szymon Sajnok (POL)                  | 129è         |

| UniSA-Australia UNA | UniSA-Australia UNA      | UniSA-Australia UNA |
| ------------------- | ------------------------ | ------------------- |
| Núm                 | Ciclista                 | Pos                 |
| 181                 | Chris Harper (AUS)       | 26è                 |
| 182                 | Dylan Sunderland (AUS)   | 30è                 |
| 183                 | Ayden Toovey (AUS)       | 73è                 |
| 184                 | Jason Lea (AUS)          | 107è                |
| 185                 | Neil Van der Ploeg (AUS) | 121è                |
| 186                 | Michael Potter (AUS)     | 105è                |
| 187                 | Nicholas White (AUS)     | 58è                 |